# Peruviacris brunneovittata
Peruviacris brunneovittata är en insektsart som beskrevs av Marius Descamps 1978. Peruviacris brunneovittata ingår i släktet Peruviacris och familjen Romaleidae. Inga underarter finns listade i Catalogue of Life.